# Camada E

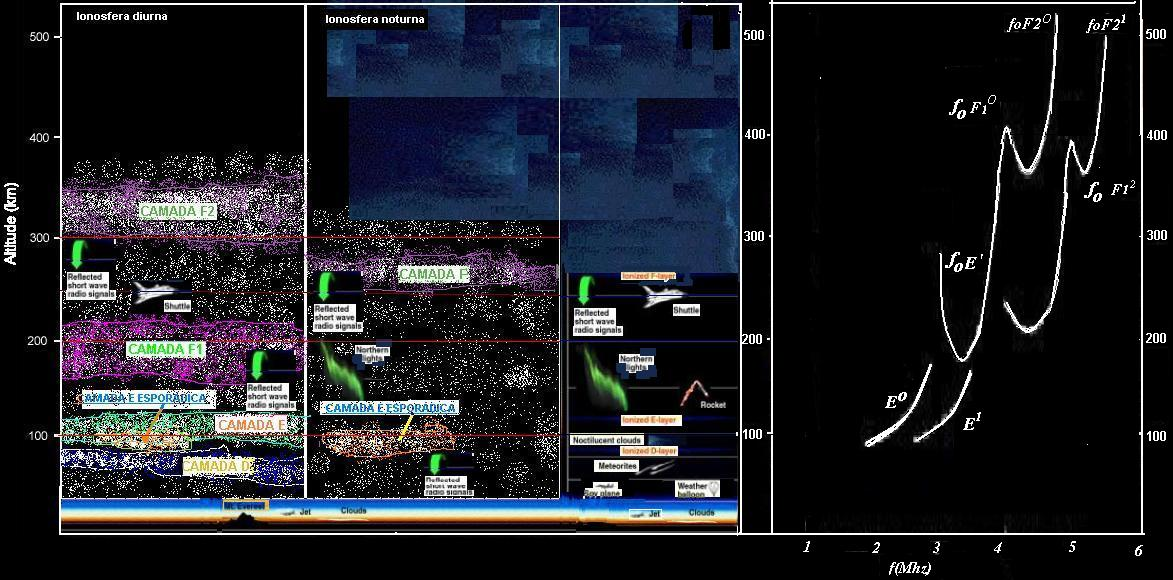
Esquema das camadas ionosféricas

Na atmosfera, a chamada camada E se encontra acima da camada D, embaixo das camadas F1 e F2, sua altitude média é entre os 80 e os 100-140 km. Semelhante à camada D, durante o dia se forma e se mantém, à noite, se dissipa. Em algumas ocasiões, dependendo das condições de vento solar, e energia absorvida durante o dia, pode permanecer esporadicamente à noite, quando isto ocorre é chamada de camada E Esporádica. Esta camada tem a particularidade de ficar mais ativa quanto mais perpendiculares são os raios solares que incidem sobre si durante o dia. 
A energia acumulada, passa a ser liberada lentamente à noite, em algumas ocasiões, pode se formar entre a camada E e a camada F, em outras abaixo da camada E. Algumas vezes esta se forma durante o dia dixando na região onde se forma uma grande densidade eletrônica. Também pode se comportar de forma a absorver a radiofreqüência, porém sua característica maior é refletí-la.